# Бриньковская
Бриньковская — станица в Приморско-Ахтарском районе Краснодарского края. Административный центр Бриньковского сельского поселения.

## География
Расположена между юго-восточным берегом солёного Бейсугского лимана Азовского моря и западным берегом Бейсугского водохранилища, в болотистых низовьях Бейсуга, 30 км восточнее Приморско-Ахтарска, в степной зоне.
Ближайшая железнодорожная станция расположена в станице Ольгинская, в 12 км юго-западнее.
Нерестовая станция.

## История
Казачий рыболовный хутор (посёлок) Брынков появился в 1815 году. Назван в память генерала Бринка, который по легенде был похоронен здесь на месте Бейсугского редута в 1783 году во время суворовских походов. Населённый пункт преобразован в станицу в 1855 году.
Во времена Советской власти была знаменита огромными фруктовыми садами, виноградниками и бахчой.
С 1 сентября 2016 Приморско-Ахтарский казачий кадетский корпус был переименован в Бриньковский казачий кадетский корпус имени сотника М. Я. Чайки. Построен и освящён православный храм.
В документах встречаются варианты написания названия станицы: Бринковская, Брыньковская, Брынковская, Брыноковская, Брынькив.

## Население
| 2002 | 2010  | 2021  |
| ---- | ----- | ----- |
| 4759 | ↗5109 | ↗5210 |

Национальный состав (2002 г.): русские — 94,8 %.

## Известные уроженцы
- Бахчиванджи, Григорий Яковлевич — советский лётчик-испытатель, Герой Советского Союза.

## Карты
- [web.archive.org/web/20060824071239/http://mapl37.narod.ru/map2/index15.html Топографическая карта L-37-XV. Приморско-Ахтарск — 1 : 200 000]